# Pinguinale

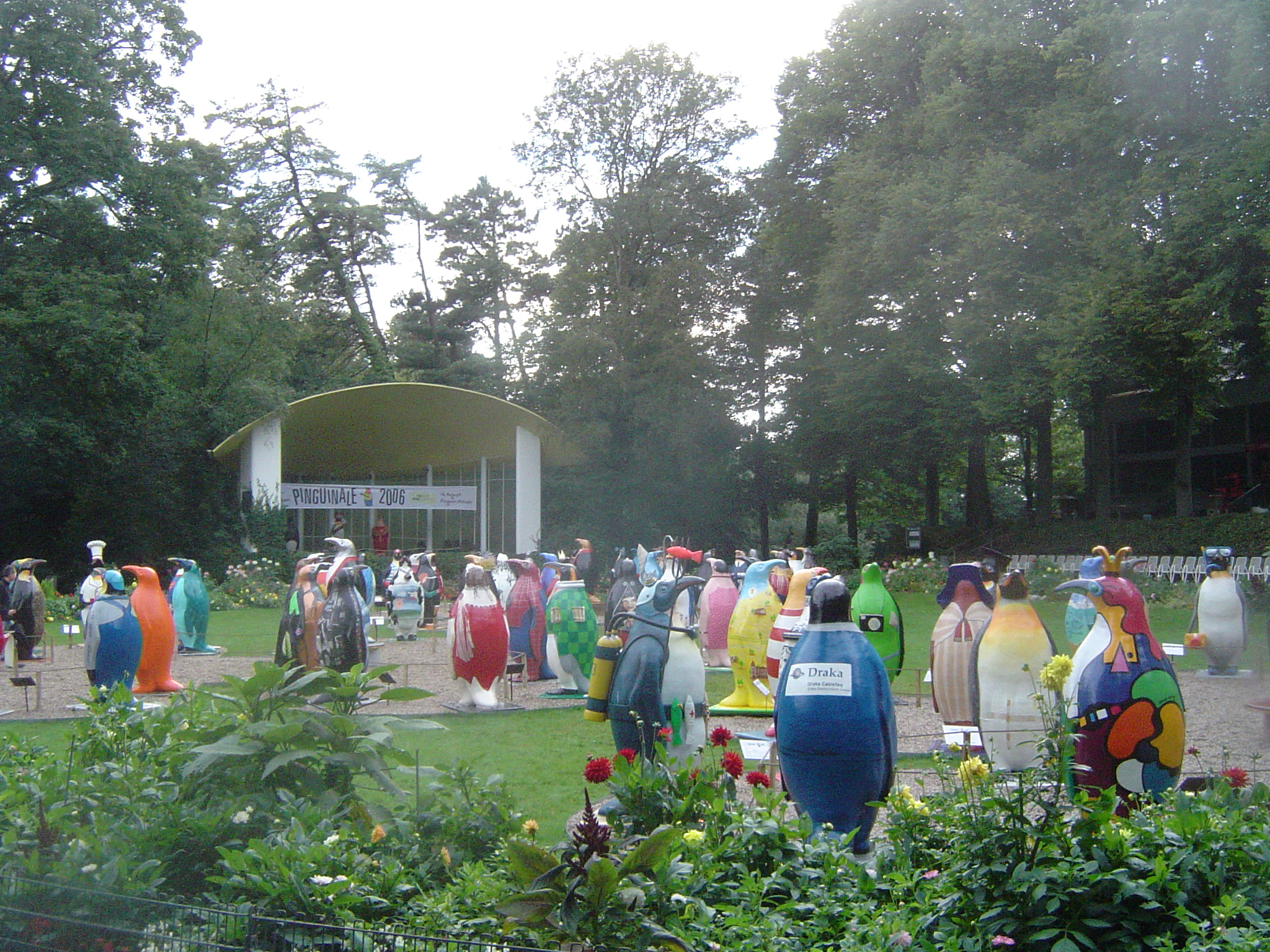
Pinguinale im Wuppertaler Zoo

Die Pinguinale war eine Aktion zur Feier des 125-jährigen Bestehens des Wuppertaler Zoos, bei der im ganzen Stadtgebiet Kunststoffpinguine mit markanter Bemalung postiert wurden. Der Pinguin ist das Wappentier des Zoos und so wurde auch die Pinguinale danach ins Leben gerufen.
Die Aktion wurde koordiniert vom Zoo-Verein Wuppertal, dem Gewinner 2006 des Wuppertaler Wirtschaftspreises in der Kategorie „Stadtmarketing“.
Die Pinguinale fand von April bis Oktober 2006 in Wuppertal und Umgebung statt. Nachdem von April bis zum 19. August 2006 alle Pinguine ihren Platz in der Stadt hatten, wurden sie in einer großen Aktion in den Zoo gebracht, wo sie bis Oktober blieben. Anschließend gelangten die meisten der Pinguine wieder an ihre verschiedenen Standplätze im Stadtgebiet, das sie bis heute prägen.
„Hauptperson“ der Aktion war das Tier im Logo des Zoos, der Königspinguin. Geplant waren 125 Tierfiguren (für 125 Jahre Zoo), von Unternehmen zugunsten des Zoos erworben und individuell gestaltet. Aufgrund der guten Beteiligung wurden es 200 Pinguine, die meisten von Künstlern bemalt. Einzelne Pinguine, wie die der Wuppertaler Stadtwerke, wurden an Schüler und Schülerinnen, jugendliche Inhaftierte aus der Haftanstalt Simonshöfchen und an einen eigenen Mitarbeiter vergeben.

## Vergleichbare Aktionen
Seit den 1990er Jahren gab es in verschiedenen Städten mehrerer Länder ähnliche Aktionen, die bekannteste City-Aktivität sind die Buddy Bären in Berlin, weitere: siehe Tierparaden.